# 上野田 (津山市)
上野田（かみのだ）は岡山県津山市にある地名。郵便番号は708-1214。

## 地理
地内を広戸川が南北に流れる。

### 河川
- 広戸川

## 歴史

### 沿革
- 1889年6月1日 - 町村制施行により、勝北郡上野田村が同郡下野田村、勝加茂坂上村、勝加茂西上村、勝加茂西下村、勝加茂西中村、楢村、勝加茂原村、勝加茂安井村と合併、勝加茂村となる。上野田村は大字上野田となる。
- 1900年4月1日 - 勝北郡が勝南郡と合併し、勝田郡となる。
- 1955年1月1日 - 勝田郡勝加茂村が同郡新野村、広戸村と合併、勝北町となる。

## 世帯数と人口
2021年（令和3年）1月1日現在の世帯数と人口は以下の通りである。
| 町丁   | 世帯数 | 人口  |
| ------ | ------ | ----- |
| 上野田 | 85世帯 | 205人 |

## 小・中学校の学区
市立小・中学校に通う場合、学区は以下の通りとなる。
| 番地 | 小学校               | 中学校             |
| ---- | -------------------- | ------------------ |
| 全域 | 津山市立勝加茂小学校 | 津山市立勝北中学校 |

## 交通

### 道路
- 岡山県道415号工門勝央線

## 施設
- 武内神社